# The Hypnotunez
The Hypnotunez — український музичний гурт, що виконує музику в стилі джаз-фанк (свінгкор). Колектив поєднує елементи свінгу, джазу та ретро-естетики з панк-роком та імпровізаціями.
Музика «The Hypnotunez» вирізняється використанням класичних інструментів біг-бенду — контрабаса, гітари, тенор- і баритон-саксофонів, кларнета та ударних.
Гурт отримував позитивні відгуки від інших представників жанру, наприклад, The Kings of Nuthin', Atomic Fireballs, Mad Sin.

## Історія
Гурт було створено у Вінниці. Назва «The Hypnotunez» походить від «hypno-», що в українській мові відповідає компоненту «гіпно-», і «tune» — мелодія, мотив. У 2013 році лідер гурту Гера Луїдзе розпочав пошуки музикантів для реалізації своєї творчої задумки, яка поєднувала б у музиці елементи джазу, свінгу, панк-року та впливи різноманітних стилів, що охоплюють період від 1930-х років до сьогодення. Результатом стала музична концепція свінгкор — поєднання стилістики ретро та енергії сучасного андеграунду. Завдяки цьому «The Hypnotunez» стали одним із перших українських гуртів, що осучаснили джаз-фанк, надавши йому оригінального звучання.
Гурт має активну гастрольну діяльність з виступами в більшості регіонів України, а також у Білорусі, Польщі, Молдові, Німеччині, Франції, Чехії та Угорщині. «The Hypnotunez» також брали участь у низці фестивалів, серед яких «Джаз Коктебель 2016», «Inne Brzmienia» (Польща), «Film Festival UKRAINA» (Польща), «Revolution Festival» (Румунія), «Umsonst und Draussen Karlstadt» (Німеччина). Також гурт був учасником і фіналістом 7 сезону телевізійного музичного шоу «Х-фактор».
2019 року «The Hypnotunez» взяли участь в українському національному відборі на 64-й пісенний конкурс Євробачення. Гурт посів останнє місце у півфіналі відбору.

## Склад гурту

### Поточний склад
- Гера Луїдзе — контрабас, вокал, фронтмен
- Дмитро Горох — ударні, бек-вокал
- Дмитро Кошельник — тенор саксофон, кларнет
- Антон Гнатенко — баритон саксофон, клавіші
- Костянтин Бушинський — гітара, бек-вокал
- Олександр Ульянкін — звукорежисер
- Богдан Богрин — концертний менеджер

### Колишні учасники
- Тимур Ахтамов — саксофон (помер у грудні 2020)
- Сергій Суздальцев — ударні
- Володимир Лінник — тромбон
- Микола Опанасько — тромбон
- Юрій Бікбаєв — гітара
- Денис Стародубець — гітара
- Максим Курбатов — ударні
- Денис Донський — гітара
- Віктор Литвинов — гітара
- Олег Прокопчук — гітара
- Юрій Яремчук — гітара

## Дискографія

### Альбоми
- 2016 — Shout. Dark&Mysterious
- 2021 — New Origins

### Сингли та EP
- 2013 — Swing Me Up!
- 2014 — Boogie In My Pants
- 2015 — Вуду Свінг
- 2016 — Badass
- 2016 — Callin'
- 2017 — Here Comes The Swingcore